# Tortellà
Tortellà (spanisch Tortellá) ist eine Gemeinde (Municipio) in der Provinz Girona in der Autonomen Region Katalonien mit 828 Einwohnern (Stand: 2024). Tortellà ist Teil der Comarca Garrotxa. Neben dem gleichnamigen Hauptort besteht die Gemeinde aus der Ortschaft Sant Antoni.

## Lage
Tortellà liegt am Fuße der spanischen Pyrenäen etwa 37 Kilometer (Fahrtstrecke) nordnordwestlich von Girona in einer Höhe von etwa 275 m. Die Gemeinde liegt zum Teil im Naturpark Alta Garrotxa-Massís de les Salines.

## Bevölkerungsentwicklung
| Jahr      | 1900 | 1950 | 1970 | 1981 | 1991 | 2001 | 2011 | 2021 |
| Einwohner | 1338 | 1065 | 856  | 767  | 692  | 706  | 781  | 814  |

## Sehenswürdigkeit
- Archäologische Grabungsstätte La Bauma del Serrat

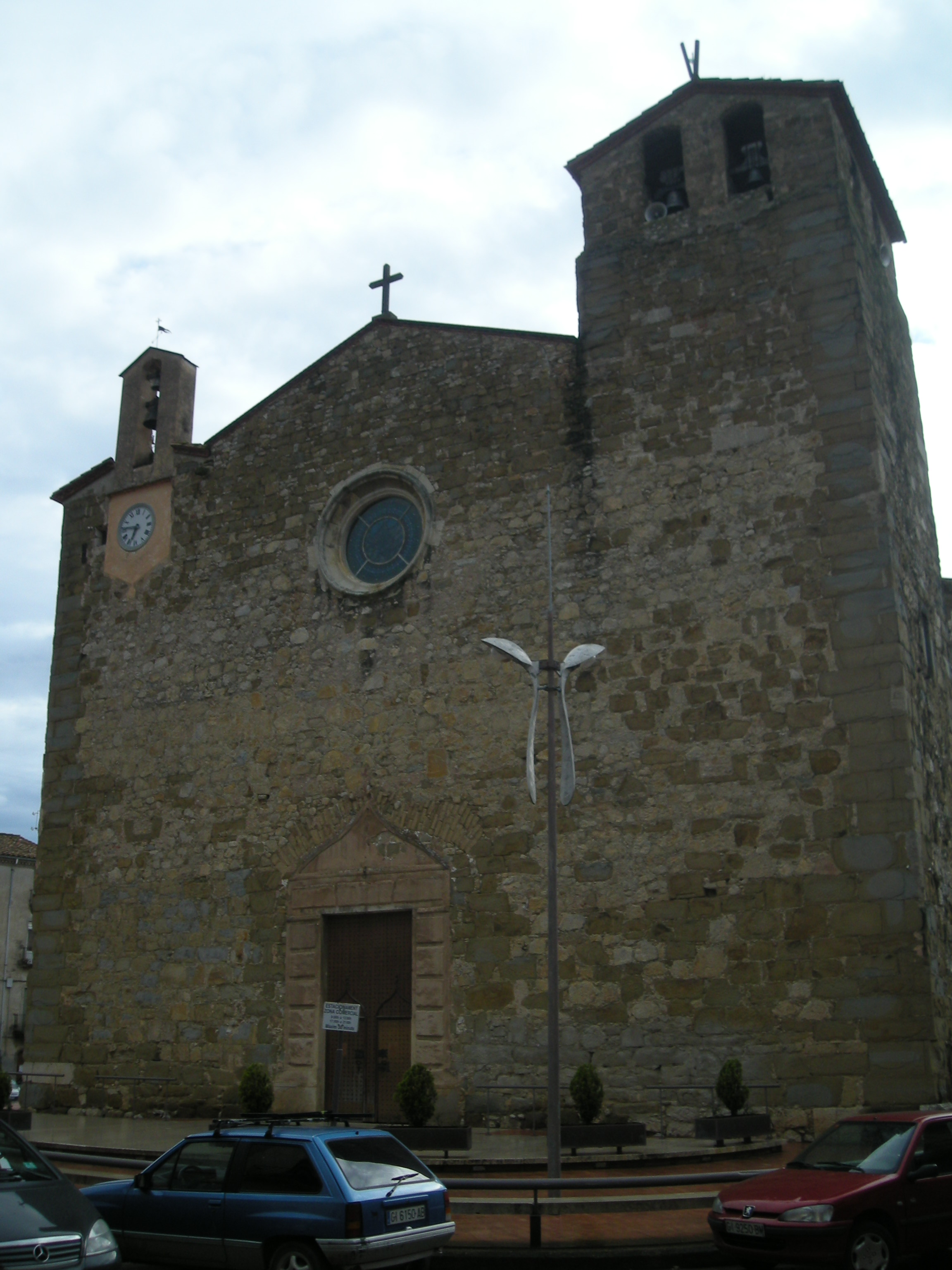
Marienkirche

- Marienkirche

## Persönlichkeiten
- Estebán Pelaó (1898–1980), Fußballspieler